# 伊藤盡
伊藤 盡（伊藤尽、いとう つくす、1965年 - ）は、日本の文献学者。専攻は中世英語・中世北欧語文献学。信州大学教授。

## 経歴
- 1965年 - 東京都生まれ。[2]
- 1989年 - 慶應義塾大学文学部文学科卒業。
- 1991年 - 明治学院大学大学院文学研究科修士課程修了。[3]
- 1991年から1992年 - アイスランド大学に留学（アイスランド政府奨学金給付留学生）。
- 1995年 - 慶應義塾大学大学院博士後期課程単位取得満期退学。
- 1997年 - アイスランド大学のシグルズル・ノルダル研究所による中世アイスランド文学夏季講座を修了。[4]
- 2000年 - メーラルダーレン大学（英語版）に短期留学[2]（スウェーデン語講座修了[4]）。その後東京都・神奈川県の複数の大学に非常勤講師として勤務。[2]
- 2001年 - 杏林大学外国語学部講師。
- 2005年 - 助教授。[4]
- 2009年 - 信州大学人文学部准教授。

## 研究内容・業績
トールキンの創作言語（アルダの言語）にも造詣が深く、映画『ロード・オブ・ザ・リング』の日本語字幕ではエルフ語の監修を務めた。

## 著作

### 書籍

#### 単著
- 『「指輪物語」エルフ語を読む』青春出版社、2004年、ISBN 978-4-413-03488-3

#### 共著
- 吉田敦彦監修『国際理解にやくだつ世界の神話5 ヨーロッパの神話』ポプラ社、2000年、ISBN 978-4-591-06373-6
「第二部 北ヨーロッパの神話」を担当[6][リンク切れ]
- 成瀬俊一編『シリーズ もっと知りたい名作の世界 9 指輪物語』ミネルヴァ書房、2007年、ISBN 978-4-623-04544-0
Chapter 3「トールキンの言葉：文献学的に読むトールキン作品」、「心に残る名場面」を担当[6]
- 高宮利行、松田隆美共編『中世イギリス文学入門 - 研究と文献案内』雄松堂出版、2008年、ISBN 978-4-8419-0490-1
「古英語の宗教詩」（H. Momma著）の翻訳
「中世イギリス文学と考古学」「中世イギリス文学と神話学、フォークロア」の共著（共著者：辺見葉子）
「英語以外の中世語入門、4.古北欧語」（J. Scahill著）の翻訳
「5.日本語訳で読める、英語以外の中世文学作品」の共著（共著者：松田隆美） を担当[6]
- 唐澤一友編『「ベーオウルフ」とその周辺 - 忍足欣四郎先生追悼論文集』春風社、2009年、ISBN 978-4-86110-190-8
「Agony of Agnostos Theos: Descriptions of Grendel as Nature Genius.」を担当[7]
- 成蹊大学文学部学会編『探究するファンタジー 神話からメアリー・ポピンズまで』風間書房〈成蹊大学人文叢書〉、2010年、ISBN 978-4-7599-1794-9
第6章「トールキンのファンタジー：想像力の源泉としての中世英語・北欧語文献学」を担当[6]

### 翻訳

#### 単著
- バーバラ・ストレイチー『指輪物語 フロドの旅 - 「旅の仲間」のたどった道』評論社、2003年、ISBN 978-4-566-02376-5
- ダニエル・ドナヒュー『貴婦人ゴディヴァ 語り継がれる伝説』慶應義塾大学出版会、2011年、ISBN 978-4-7664-1859-0

#### 共著
- ニコラス・バーカー(Nicolas Barker)、大英図書館専門スタッフ(Curatorial Staff of The British Library)著『大英図書館 - 秘蔵コレクションとその歴史』松田隆美、原田範行、高橋宣也、伊藤盡共訳、ミュージアム図書、1996年、ISBN 978-4-944113-11-8
- Graham Yost著『スピード 名作映画完全セリフ集 - スクリーンプレイ・シリーズ』曽根田憲三、福永保代、伊藤盡、曽根田純子、草刈大介、及川学共訳、スクリーンプレイ出版、1997年、ISBN 978-4-89407-168-1
- 『ペイ・フォワード「可能の王国」 名作映画完全セリフ集 - スクリーンプレイ・シリーズ』曽根田憲三、及川一美、曽根田純子、及川学、伊藤盡共訳、スクリーンプレイ出版、2001年、ISBN 978-4-89407-252-7

### 論文

#### 単著
- 「語彙研究の背景としてのアングロ・サクソン、及びデーンローの改宗について」『杏林大学外国語学部紀要』No.14、杏林大学外国語学部、2002年
- 「アドルフ・ノレーン編フヴィンのショーゾールヴル作『ユングリンガ・タル、あるいはイングリング列王詩』（前編）」『杏林大学外国語学部紀要』No.17、杏林大学外国語学部、2005年
- 「人工言語ミニ事典 エルフ語 (特集 人工言語の世界 - ことばを創るとはどういうことか)」『言語』2006年11月号、大修館書店
- 「北欧神話の神々事典 (特集 北欧神話の世界)」『ユリイカ』2007年10月号、青土社
- 「アドルフ・ノレーン編フヴィンのショーゾールヴル作『ユングリンガ・タル、あるいはイングリング列王詩』（中編）」『杏林大学外国語学部紀要』No.21、杏林大学外国語学部、2009年
- 「英語圏における北欧伝説 - 神話の継承と現代の受容のあり方の検証（2008年度「応用コミュニケーション論」講義報告）」『杏林大学研究報告 教養部門』26、杏林大学、2009年
- 「中英語詩Havelokにおけるut-再考: Separable verbsのparticle分離過程」『信州大学人文科学論集 文化コミュニケーション学科編』44、信州大学、2010年

#### 翻訳
- テリー・グンネル(Gunnell, Terry)「エッダ詩 (特集 北欧神話の世界)」『ユリイカ』2007年10月号、青土社
- ジョン・マッキネル(McKinnel, John)「原典資料 (特集 北欧神話の世界)」『ユリイカ』2007年10月号、青土社

## 所属する学会

### 日本国内
- 日本アイスランド学会
- 日本英文学会
- 日本中世英語英文学会
- 日本ケルト学会
- 日本映画英語教育学会
- 国際アーサー王学会日本支部
- 国際サガ学会
- カンバーランド・ウェストモーランド好古家協会
- 日本イギリス児童文学会
- 日本英文学会[8][リンク切れ]

### 日本国外
- Mythopoeic Society
- Viking Society for Northern Research, University College, London[8]